# Milwaukee Chiefs (lední hokej)
Milwaukee Chiefs byl profesionální americký klub ledního hokeje, který sídlil v Milwaukee ve státě Wisconsin. V letech 1952–1954 působil v profesionální soutěži International Hockey League. Chiefs ve své poslední sezóně v IHL skončily v základní části. Své domácí zápasy odehrával v hale West Allis Coliseum.

## Přehled ligové účasti
Zdroj: 
- 1952–1954: International Hockey League